# Ágora norte (Mileto)
El Ágora norte era una antigua ágora, o mercado y lugar de comercio, en Mileto, en Asia Menor, la actual Turquía.

## Historia
El ágora norte era la más antigua de las ágoras de Mileto, y su emplazamiento ya estaba reservado durante la reconstrucción de la ciudad a principios del período clásico en 479 a. C. Los edificios que rodean la plaza se construyeron en dos fases principales. La construcción del Ágora comenzó a finales del periodo clásico, hacia el 350 a. C., tras la construcción de la llamada estoa del puerto, o sala del puerto, en su lado norte. Por la misma época se construyó la estoa norte del ágora. La estoa sur del ágora se construyó en el periodo helenístico alrededor del año 160 a. C. El lado oriental no se cerró con edificios hasta el período romano en el siglo I d. C. La datación de los edificios se basa en su estilo y técnicas de construcción, pero no han sido datados por inscripciones.

## Descripción
Estaba situada en el centro de la península de Mileto, cerca del puerto de León. El ágora tenía forma rectangular y medía aproximadamente 50 × 87,5 m. La plaza estaba flanqueada por dos estoas de una sola ala en forma de letra L. Una de las estoas cubría el lado norte del ágora y la parte norte del lado oeste, con un ala norte de unos 50,7 m y un ala oeste de unos 39,1 m. La profundidad de las alas era de entre 5,9 y 6 m. La segunda estoa cubría el lado sur y la parte sur del lado oeste del ágora, con un ala sur de unos 58,3 m y un ala oeste de unos 45,6 m. La profundidad de las alas era de unos 6,9-7,1 m. Ambas alas del ala norte contenían locales comerciales. Las columnas de las estancias eran de estilo dórico.

En el centro del lado occidental del ágora había un pequeño templo estilo jónico próstilo con un pronaos y una naos, con cuatro columnas en la fachada. En el centro del ágora había un altar. En la parte noroeste de la plaza había una estoa del 400 a. C. con la llamada «Transfiguración de la sangre», que condenaba a los oligarcas que gobernaban la ciudad durante la revuelta jónica.
El lado este del ágora estaba originalmente abierto. Posteriormente, se construyó un muro en el lado este y más tarde se añadieron locales comerciales.  En el lado suroeste del ágora estaba el Pritaneo. En el lado sur del ágora estaba el Buleuterio y en el lado meridional el Ágora sur. En el lado oriental del ágora se encontraba la Vía sagrada, al otro lado de la cual estaba la llamada Estoa jónica.